# Rob Craeghs
Rob Craeghs (Genk, 10 januari 1983) is een voormalige Belgische handballer, hij speelde pivot. 

## Levensloop
Craeghs speelde bij Kreasa Houthalen dat in 2006 naar de eredivisie promoveerde en na één seizoen weer naar de eerste divisie zakte. 
In 2006 behaalde hij het diploma Zakelijk-Vertalen Tolk op de Provinciale Hogeschool in Hasselt. 